# Señorío de Villagarcía
El señorío de Villagarcía fue un señorío donado en 1380 por el rey Juan I de Castilla a  García Fernández de Villagarcía, para premiar su lealtad hacia él y su padre, el rey Enrique II.  La donación incluía no solamente el dominio solariego de la villa extremeña de Villagarcía de la Torre, en la provincia de Badajoz, sino también la jurisdicción sobre sus habitantes y «el derecho de cobrar los diezmos y algunas de las regalías o servicios reales».

## Señores de Villagarcía
- García Fernández de Villagarcía (m. 1387), I señor de Villagarcía y 36.º maestre de la Orden de Santiago desde 1385 hasta 1387.[1] Partidario de los Trastámara, sirvió con lealtad a Enrique II y a su hijo Juan I. El rey Juan I, en premio a sus lealtades a él y a su padre, le hizo merced en 1380 del señorío de Villagarcía.[2]  Para ello hubo de segregar Villagarcía de la jurisdicción de la Orden de Santiago, que era parte de la villa maestral de Llerena,[3]  lo que se hizo mediante una permuta del rey Juan con dicha Orden, dando aquel a esta, diez mil maravedíes por juro de heredad cada año. El 20 de agosto de 1382 el rey le dio permiso «para que pueda hacer e labrar la su casa fuerte de Villagarcía y faserla alcacar e ponerle pretil e almenas, caba e barrera».[2]  En 1387, obtuvo licencia para fundar mayorazgo a favor de su hijo primogénito.[2]

Se casó con María Ramírez de Guzmán, comendadora de Sancti Spiritu de Salamanca y de la Puebla de la Reina. En 1391, Enrique III confirmó a María Ramírez de Guzmán, viuda del maestre, y a su hijo y homónimo Garci Fernández de Guzmán, el privilegio de Juan I, por el que concedió «sesenta vecinos libres de pechos» en Villagarcía y en La Puebla a dicho maestre. Este privilegio sería confirmado por Juan II en abril de 1408. Le sucedió su hijo:
- Garci Fernández de Guzmán, II señor de Villagarcía  comendador de Segura en la Orden de Santiago.

Se casó con Beatriz Suárez de Figueroa hacia 1393 o 1394, hija de Lorenzo Suárez de Figueroa, maestre de la Orden de Santiago, y de su esposa Isabel Messía Carrillo. Le sucedió su hija:
- Teresa de Guzmán y Suárez de Figueroa (m. ca. 1469) III señora de Villagarcía, otorgó testamento el 7 de mayo de 1469.[6]

Contrajo un primer matrimonio alrededor de 1421 con Pedro Manuel de Lando, sin que conste que haya habido sucesión. Después volvió a casar hacia 1440 con Luis Ponce de León y Ayala (m. después de 1475), hijo de Pedro Ponce de León y Haro (1365-1448), I conde de Arcos, I conde de Medellín y V señor de Marchena, y de su esposa María Ayala Guzmán. En 1478 fue confirmado por los Reyes Católicos y además recibió cierto furo en las alcabalas de la villa. Luis Ponce de León mandó construir el castillo, quizás sobre la casa fuerte de Garci Fernández y probablemente construyendo o reformando la torre del homenaje. Este castillo se encuentra a las afueras de Villagarcía de la Torre, donde se puede contemplar en el torreón principal el nombre de Luis Ponce de León y su escudo de armas. Le sucedió su hijo:
- Pedro Ponce de León y Guzmán (1442-1494), IV señor de Villagarcía.[9] Otorgó testamento el 30 de abril de 1490.[10]

Se casó con Leonor Suárez de Figueroa y Manuel de Villena, hija de Lorenzo Suárez de Figueroa, I conde de Feria, y María Manuel de Villena. Le sucedió su hijo:
- Luis Ponce de León (m. 1528), V señor de Villagarcía por cesión de su padre en 4 de octubre de 1487, ratificada por su hermano Lorenzo Suárez de Figueroa el 17 de noviembre de 1488.[11]

Se casó con 1487 con Francisca Ponce de León y de la Fuente, IV condesa de Arcos, hija de Rodrigo Pónce de León, III conde de Arcos, II marqués de Cádiz, I duque de Cádiz, y I marqués de Zahara, y de Inés de la Fuente.
A partir de este momento, el señorío de Villagarcía pasó definitivamente al mayorazgo de la casa de Arcos. Su nieto Rodrigo Ponce de León, fue el VI señor de Villagarcía,   II y último duque de Cádiz, II marqués de Zahara, I conde de Casares, V conde y I duque de Arcos por concesión de Isabel la Católica en 1493.  
En 1771 se casaron Pedro de Alcántara Téllez Girón y Pacheco (1755-1807) y María Josefa Alfonso Pimentel, que ostentarán los títulos de IX duques de Osuna y XII duques de Arcos, por lo que Villagarcía pasó a formar parte de los posesiones de los duques de Osuna, segunda fortuna de Andalucía en esta época, aunque el matrimonio residió habitualmente en Madrid. La importante casa de Osuna ostentaba por herencia los cargos honoríficos de camarero mayor del rey y notario mayor de Castilla.